# Буханни, Насер
Насер Буханни (фр. Nacer Bouhanni, род. 25 июля 1990 в Эпинале, Франция) — французский профессиональный шоссейный велогонщик алжирского происхождения, выступающий с 2015 года за команду «Cofidis, Solutions Crédits».

## Победы
2010
Тур Жиронды — этап 2
2011
Тропикаль Амисса Бонго — этап 3
2012
 Чемпионат Франции в групповой гонке
Этуаль де Бессеж — этап 1
Круг Лотарингии
 генеральная
 очковая
 молодёжная классификации
этап 1
Халле — Ингойгем
Тур Валлонии — этап 1
Тур де Еврометрополь  — этап 4
2013
Тур Омана — этап 6
Париж — Ницца — этап 1
Классика Валь д'Иль
Круг Сарты — этап 2
Тур Пуату — Шаранты
этапы 1, 2, 3
 Очковая классификация
Гран-при Фурми
Тур Вандеи
Тур Пекина
этапы 2, 3
 Очковая классификация
2014
Этуаль де Бессеж — этап 2
Париж — Ницца — этап 1
Критериум Интернасиональ — этап 1
Круг Сарты
этап 1
 Очковая классификация
Гран-при Денена
Джиро д’Италия
этапы 4, 7 и 10
 Очковая классификация
 Чемпионат Франции, групповая гонка — 2-е место
Энеко Тур — этап 4
Вуэльта Испании — этапы 2 и 8
2015
UCI Europe Tour
Круг Сарты
этапы 1, 4
 Очковая классификация
Гран-при Денена
Критериум Дофине
этапы 2, 4
 Очковая классификация
Халле — Ингойгем
2016
Вуэльта Андалусии - этапы 1 и 2
Париж — Ницца - этап 4

### Гранд-туры
| Гранд-тур       | 2012 | 2013 | 2014 | 2015 | 2016 | 2017 | 2018 |
| --------------- | ---- | ---- | ---- | ---- | ---- | ---- | ---- |
| Джиро д’Италия  | —    | НФ   | 140  | —    | —    | —    | —    |
| Тур де Франс    | —    | НФ   | —    | НФ   | —    | 138  | —    |
| Вуэльта Испании | НФ   | —    | НФ   | НФ   | —    | —    | НФ   |

| —  | Не участвовал  |
| НФ | Не финишировал |